# 中川いさみ
中川 いさみ（なかがわ いさみ、本名：中川 功、1962年7月8日 - ）は、日本の男性漫画家。神奈川県横浜市出身。旧筆名：中川 イサオ。血液型はB型。東京都世田谷区在住（2010年時点）。兄はアイヌ語学者で千葉大学名誉教授の中川裕。
2003年に朝日新聞広告賞を受賞。
学生時代から漫画を描き始め、1985年「うわさのトラブルマン」（『I'mチャンピオン』）でデビュー。ナンセンス・不条理ギャグを得意とする。ほか挿絵やエッセイも手がける。代表作の『クマのプー太郎』は、テレビアニメ化された。
51歳の時にがん宣告を受ける。「重粒子線がん治療」を選択し、兵庫県立粒子線医療センターに入院した。この闘病記を『重粒子の旅』として漫画化した。

## 連載中作品
- コロコロ毛玉日記（朝日新聞『be』連載、朝日新聞社） - 飼い猫「ケダマ」について描いた8コマ、カラー作品。2020年10月から連載開始[6]。2022年11月5日掲載回で100回に達した[7]。
- しあわせうさぎ（ちゃおコミ連載、小学館） - 『ちゃお』のWeb連載サイト。2023年1月1日から連載開始[8][9]。

## 作品リスト
- 天職の泉（スコラ、バーガーSCデラックス）1990年4月16日 全2巻
- クマのプー太郎（小学館、『ビッグコミックスピリッツ』）1991年1月20日 全5巻
  - しあわせうさぎ日記（「ほぼ日刊イトイ新聞」2022年6月24日[10] - ） - 短期集中連載[10]、『クマのプー太郎』のシアワセウサギを主役とした作品[10]
- カサパパ（スコラ、バーガーSCデラックス）1992年12月16日 1巻
- ワタナベの素（小学館、『ビッグコミックスペリオール』）1993年9月1日 1巻
- 兄さんのバカ!（小学館、『ビッグコミック』、スーパースペシャル）1994年9月1日 1巻
- ポジャリカ（小学館、『ビッグコミックスペリオール』）1996年2月1日 全2巻
- 南海の学生（スコラ、バーガーSCデラックス）1996年4月25日 1巻
- 大人袋（小学館、『ビッグコミックスピリッツ』）1996年11月10日 全7巻
- トリハダ日記（スコラ、バーガーSCデラックス）1998年7月29日 1巻
- 関係筋（小学館、『ビッグコミックスペリオール』）1999年1月1日 全2巻
- ツンドラ・パンチ!（ソニー・マガジンズ、バーズコミック・デラックス）2001年2月27日 1巻
- ゴムテ（小学館、『ビッグコミックスペリオール』）2002年8月30日 全3巻
- カラブキ（小学館、『ビッグコミックスピリッツ』）2003年1月28日 全3巻
- タク坊の毎日（小学館、『ビッグコミックスピリッツ』）2003年6月27日 1巻
- 学級王子（ベネッセコーポレーション、進研ゼミ中学講座）2003年10月 1巻
- クータマ（ポプラ社、『プレコミックブンブン』）2005年5月 1巻
- サラリーマンブラザーズ（講談社、『イブニング』）
- ニュースの牛（小学館、『ビッグコミックスペリオール』）2007年2月28日 1巻
- ペンペとギンギー（ポプラ社、『プレコミックブンブン』）
- 動きがありしだいお伝えします（エンターブレイン、『週刊ファミ通』）
- 新米主婦エーコ（Bbmfマガジン、ケータイ★まんが王国）
- メイド イン 俺 サンプル4コママンガ（任天堂）
- 谷底ライオン（イースト・プレス）
- 脳内つかみどり日記（太田出版、『hon-nin』）
- ストラト!（小学館、『月刊IKKI』）
- スナックプー太郎（エンターブレイン、『週刊ファミ通』）
- 世界美女話ビジョバナ（小学館、『月刊!スピリッツ』）
- イヌのプー太郎 〜ただいまトイプードル子育て中〜（メディアファクトリー、コミックエッセイ劇場）
- ネッコロ（小学館、『月刊IKKI』、『週刊少年サンデーS、『コロコロイチバン!』、『ぷっちぐみ』、『月刊!スピリッツ』）
- メロスのバカ!（小学館、『ビッグコミックオリジナル増刊号』、2014年1月増刊号 - ）
- 中川いさみのマンガ家再入門（講談社、ウェブコミックサイト『モアイ』）全4巻
- 重粒子の旅 -鼻にガンができた!-（小学館）
- DIYマン（小学館、やわらかスピリッツ）全2巻
- 田中と中田（チャレンジ6年生 未来！発見ブック（ベネッセ）にて連載）
- 田中んち中田んち（チャレンジ5年生、6年生 未来！発見ブック（ベネッセ）にて連載）
- コロコロ毛玉日記（朝日新聞出版）2024年7月19日、ISBN 978-4-0225-1988-7
- メロスのバカ!（小学館）2024年12月26日、ISBN 978-4-0986-3136-0

## その他の活動
- まんが日本史（1992年、NHK教育） - 聖徳太子のキャラクターデザインを担当。

## 個展
- しあわせうさぎ展（2022年7月8日 - 18日）[11]
- ALWAYS LOOK ON THE BRIGHT SIDE OF LIFE（2023年5月6日 - 20日）[12][13]
- しあわせうさぎ 巡回展@ほぼ日 TOBICHI 京都（2023年10月20日 - 11月1日）[14]
- 中川いさみ コロコロ毛玉日記展（2025年2月21日 - 3月16日）[15][16]

## 関連番組
- BSマンガ夜話「クマのプー太郎」（2004年12月2日、NHK BS2） - 本人出演なし。ゲストは鴻上尚史。